# 서호진
서호진(徐昊辰, 1983년 6월 11일~)은 대한민국의 전 쇼트 트랙 스피드 스케이팅 선수이다. 경희대학교 체육학부에서 스포츠지도학을 전공했다. 서울시청에서 활약한 바 있다.
대구교대부설초등학교 재학 중에 쇼트트랙을 시작했으며, 이후 국가대표로 선발되었다.
서호진이 참가한 대한민국 대표팀은 2006년 토리노 동계 올림픽 남자 쇼트트랙 5000m 계주에서 안현수의 역주에 힘입어 우승하였고 이 계주에 같이 참여해 금메달을 획득하게 된 서호진은 군면제 혜택을 받았다.
2011년 4월 16일 쇼트트랙 선수에서 은퇴했다. 현재는 동아종합인쇄사의 부장을 맡고 있으며 2010년부터 가업을 잇기위한 경영수업을 듣고 있다. 최근 논란이 되고 있는 안현수 선수 폭행 논란 및 금메달 양보 의혹에 대해서는 "말도 안 되는 소문이기에 시간이 흐르면 자연히 사라질 줄 알고 침묵했다" 라며 부인했고, 관련 루머를 퍼뜨린 유포자에 대해서 경찰 수사의뢰하겠다며 강력한 조치 의사를 밝혔지만, 소식이 없다.